# Италианска граматика
Тази страница описва основните граматически правила в италианския език.

## Съществителни имена (I nomi)
Съществителните в италианския език имат род – мъжки и женски, и число – единствено и множествено. Родът и числото винаги се показва от предпоставения определителен или неопределителен член (ако е придружено от такъв), а обикновено и от крайната гласна на думата (т.е. от окончанието).
В повечето случаи:
- Мъжки род, ед. число завършва на -o, мн. число на -i → il ragazzo / i ragazzi (момчето / момчетата)
- Женски род, ед. число завършва на -a, мн. число на -e → la ragazza / le ragazze (момичето / момичетата)

но:
- Мъжки род, ед. число завършва и на -e, мн. число на -i → il cane / i cani (кучето / кучетата)
- Женски род, ед. число завършва и на -e, мн. число на -i → la parete / le pareti (стената / стените)

### Неправилни съществителни (I nomi irregolari)
Модел на неправилност на съществителните:
- Мъжки род, ед. число завършва на -a, мн. число на -i → il problema / i problemi (проблем / проблеми).
- Женски род, ед. число завършва на -o, мн. число на -i → la mano / le mani (ръката / ръцете), la dinamo / le dinamo (динамо) (неизменямо в мн.ч.).
- Съществителните окончаващи на ударена гласна -à, -è, -ò, -ì, -ù остават неизменяеми в мн.ч. от тях:
  - повечето от съществителните завършващи на -è и - ì са от м.р. → il caffè / i caffè (кафето / кафетата), il tè / i tè (чаят / чайовете);
  - повечето от съществителните завършващи на -à и -ù са от ж.р. → la necessità / le necessità (необходимостта / необходимостите) la tribù / le tribù (племето / племената).

- Съществителни завършващи на съгласна. Това най-често са думи с чужд произход → il film / i film (филм / филма) (неизменяемо в мн.ч.).
- Съществителни завършващи на -i са предимно с гръцки произход и оставят неизменяеми в мн.ч. → la ipotesi / le ipotesi (хипотезата / хипотезите).

Рода и числото на неправилните съществителни се подразбира от поставения граматичен член или от някакъв друг определител в изречението, например прилагателно: la città / le città (града / градовете) или bella città / belle città (хубав град / хубави градове).
Някои части на тялото, както и други съществителни от мъжки род ед.ч. -о, образуват мн.ч. като преминават в женски род и приемат окончанието -а:
- il braccio (м.р.) / le braccia (ж.р.) (ръката / ръцете)
- il ginocchio (м.р.) / le ginocchia (ж.р.) (коляното / колената)
- il sopracciglio (м.р.) / le sopracciglia (ж.р.) (веждата / веждите)
- l'uovo (м.р.) / le uova (ж.р.) (яйцето / яйцата)
- il paio (м.р.) / le paia (ж.р.) (чифта / чифтовете)

Тези съществителни са действително от среден род, а окончанията им са правилно образувани от латинските окончания за среден род във 2-ро склонение. Обичаят да ги наричаме „неправилни“ или „подвижен род“ (genere mobile) идва от факта, че съществителните от този вид са толкова малко, че се поставя под съмнение реалното съществуване на среден род.
Има и няколко отделни изключения, при които думата е съкратена, но е запазила първоначалния си род. Употребени в разгърнатата си форма обаче, образуват мн.ч. сменяйки окончанието по общата схема, например:
- la foto = la fotografia (снимката)
- la moto = la motocicletta (мотоциклетът)
- la radio = la radiofonia (радиото), и други.

### Специфични случаи за образуване на множествено число
- Думите завършващи на -io (с неударено -i), образуват мн.ч. на -i (губят о-то на основата и запазват i-то на окончанието): il bacio / i baci; il viaggio / i viaggi.
- Думите завършващи на -co и -go:
  - Образуват мн.ч. на -ci [чи] и -gi [джи] най-често, когато ударението на думата пада върху третата сричка броена от края към началото: medico / medici, teologo / teologi;
  - Образуват мн.ч. на -chi [ки] и -ghi [ги] най-често, когато ударението на думата пада върху предпоследната сричка броена отзад напред: fuoco / fuochi, lago / laghi. h се вмъква преди меката гласна -i, за да се запази твърдия звук на [к] и [г].

Образуване на мн.ч. на -chi и -ghi или -ci и -gi зависи от няколко фактора, най-важният от който е позицията на ударението в думата. Има множество изключения, например: amico / amici, greco / greci, incarico / incarichi, obbligo / obblighi.
- Думите завършващи на -ca и -ga образуват мн.ч. на -chi и -ghi в м.р., на -che и -ghe в ж.р. h се вмъква преди меките гласни -i и -е, за да се запази твърдия звук на [к] и [г]: il duca / i duchi, il collega / i collega; l'oca / le oche, la strega / le strege.
- Думите завършващи на -cia и -gia (с неударено -i):
  - Образуват мн.ч. на -cie и -gie, когато последната буква преди наставката е гласна: la camicia / le camicie, la ciliegia / le ciliegie;
  - Образуват мн.ч. на -ce и -ge, когато последната буква преди наставката е съгласна: l'arancia / le arance, la frangia / le frange.
- Думите завършващи на -ie (обикновено от ж.р.) не се променят в мн.ч. и остават с окончанието -ie, с изключение на: la superficie / le superfici и la moglie / le mogli.

## Членове (gli articoli)
В италианския език няма среден род, има само мъжки и женски род.

### Определителен член (l'articolo determinativo)
- Мъжки род, ед.ч.: il (lo пред нечист съгласен звук, l'  пред гласна)
- Мъжки род, мн.ч.: i (gli пред гласна или нечист съгласен звук)
- Женски род, ед.ч.: la (l' пред гласна)
- Женски род, мн.ч.: le

Нечистите съгласни звукове са z или s + съгласна (sp, st, и т.н.).

### Неопределителен член (l'articolo indeterminativo)
- Мъжки род: un (uno пред нечист съгласен звук)
- Женски род: una (un' пред гласна)

## Лични местоимения (i pronomi personali)

### Склонение
|                  | 1-во лице | 1-во лице | 2-ро лице   | 2-ро лице   | 2-ро лице    | 2-ро лице    | 3-то лице        | 3-то лице   | 3-то лице        | 3-то лице   |
|                  | Ед.число  | Мн.число  | Неучт.форма | Неучт.форма | Учтива форма | Учтива форма | Мъжки род        | Мъжки род   | Женски род       | Женски род  |
|                  | Ед.число  | Мн.число  | Ед.число    | Мн.число    | Ед.число     | Мн.число     | Ед.число         | Мн.число    | Ед.число         | Мн.число    |
| Именителен падеж | io        | noi       | tu          | voi         | Lei          | Loro         | lui (egli, esso) | loro (essi) | lei (ella, essa) | loro (esse) |
| Винителен падеж  | mi        | ci        | ti          | vi          | La           | Le           | lo               | li          | la               | le          |
| Дателен падеж    | mi        | ci        | ti          | vi          | Le           | Loro         | gli              | loro        | le               | loro        |
| Предложен падеж  | me        | noi       | te          | voi         | Lei          | Loro         | lui              | loro        | lei              | loro        |

Забележки:
- egli/ella имат тенденция към изпадане от употреба, esso/essa/essi/esse са редки форми за среден род.
- 2-ро лице имен. падеж има неучтива форма tu и учтива форма Lei. lei (тя) в 3-то лице ед.ч. и Lei (Вие) (2-ро лице ед.ч. учтива форма се произнасят по еднакъв начин, но се изписват различно, както е показано – с малка и съответно с голяма начална буква. Учтивите форми Lei/Loro се скланят по правилата за 3-то лице.

Учтивата форма в италианския език се предава с 3 л.ед.ч. и мн.ч на местоимението и на глагола, за разлика от българския език във 2 л. мн.ч.
- Формите за винителен падеж mi, ti, ci и vi стават me, te, noi и voi, когато искаме да акцентираме на местоимението и да му продадем важност в изречението. Те са ударената форма на личните местоимения и винаги се поставят след глагола (salutano me), за разлика от неударените форми, които винаги стоят пред глагола (mi salutano).
- Формите за винителен падеж lo и la се съкращават на l' преди гласна или h.
- Формите за дателен падеж mi, ti, ci и vi стават me, te, ce и ve, когато стоят пред местоимение във винителен падеж.
- Формата за дателен падеж gli се свързва с формите за винителен падеж lo, la, li и le и образува glielo, gliela, glieli и gliele.
- Lui е във винителен падеж в официалния и писмен италиански, в разговорния език обаче често (но не винаги) заменя egli в ролята на подложно местоимение. Същото се наблюдава и при loro/essi.

## Прилагателни имена (gli aggettivi)
Прилагателните, също като съществителните, имат два рода – мъжки и женски, и две числа – единствено и множествено. Прилагателните образуват множествено число по правилата на съществителните.
Обикновено при прилагателните:
- Мъжки род на -o образува мн.число на –i.
- Мъжки род на -e образува мн.число на –i.
- Женски род на -a образува мн.число на –e.
- Женски род на -e образува мн.число на –i.

Прилагателното винаги се съгласува по род и число със съществителното, към което се отнася: ragazzo alto / ragazzi alti, ragazza alta / ragazze alte (високо момче / високи момчета, високо момиче / високи момичета).
Прилагателното обикновено стои след съществителното, към което се отнася: mela matura (узряла ябълка).

### Притежателни местоимения
- Мъжки род, ед.ч.: mio, tuo, suo, nostro, vostro, loro
- Женски род, ед.ч.: mia, tua, sua, nostra, vostra, loro
- Мъжки род, мн.ч.: miei, tuoi, suoi, nostri, vostri, loro
- Женски род, мн.ч.: mie, tue, sue, nostre, vostre, loro

В повечето случаи притежателното местоимение трябва да се членува, обикновено с определителен член:
- Ho perso la mia penna. (Загубих химикалката си.)
- Mi piace il mio lavoro. (Харесвам работата си.)
- Hanno rubato la mia automobile! (Откраднаха ми колата!)

Или с неопределителен член:
- Un mio amico mi ha detto che... (Един мой приятел ми каза, че...)
- Ho visto una sua foto. (Виждал съм една негова/нейна снимка.)
- Luca è un mio amico. (Лука е един мой приятел.)

Единственото изключение са притежателните местоимения отнасящи се за отделен член на семейството, но не и когато е видоизменено (в умалителна или гальовна форма) или придружено от качествено прилагателно:
- Sara è mia sorella (Сара е сестра ми.); Sara è la mia sorellina (Сара е сестричката ми); Sara è la mia cara sorella (Сара е скъпата ми сестра).
- Questa penna è di mia zia. (Тази химикалка е на леля ми.)

При роднински връзки употребени в мн.ч., както и пред loro, членната форма се запазва при всички случаи.

## Времена (i tempi)
- Прости времена (примерите са в 1-во лице)

| Сегашно           | Presente                             | правя        | faccio, sto facendo |
| Минало несвършено | Imperfetto                           | правех       | facevo              |
| Бъдеще            | Futuro                               | ще (на)правя | farò                |
| Минало просто     | Passato remoto или Perfetto semplice | (на)правих   | feci                |

- Сложни времена

| Минало сложно                | Passato Prossimo или Perfetto composto | (на)правил съм    | ho fatto    |
| Минало предварително близко  | Trapassato Prossimo                    | бях (на)правил    | avevo fatto |
| Минало предварително далечно | Trapassato Remoto                      | бях (на)правил    | ebbi fatto  |
| Бъдеще предварително         | Futuro Anteriore                       | ще съм (на)правил | avrò fatto  |

- Особени форми

| Инфинитив                       | Infinito                     | да правя               | fare            |
| Минало причастие                | Participio Passato           | (на)правил, (на)правен | fatto           |
| Сегашно причастие /Деепричастие | Participio Presente/Gerundio | правещ, правейки       | facente/facendo |
| Заповедна форма                 | Imperativo                   | прави!                 | fai! / fa'!     |

- Минало просто време е с тенденция към изпадане от разговорния италиански език. Все още се ползва в Южна Италия, но все по-рядко. То обаче се среща много често в литературата, дори и в съвременната.

1. Bertinetto, Pier Marco. 1986. Tempo, Aspetto e Azione nel verbo italiano: il sistema dell'indicativo. [Tense, aspect and action in the Italian verb: the system of the indicative]. (Studi di grammatica italiana pubblicati dall'Accademia della Crusca). Firenze: Preso dall'Accademia Della Crusca.

## Глаголи (i verbi)
Инфинитивът на италианските глаголи окончава на едно от следните три окончания” -are, -ere, или -ire. (Изключения: porre „поставям“ (от латинското ponere), и няколко глагола окончаващи на -urre или -arre, например tradurre (латински traducere) – „превеждам“ и „trarre“ – „изтеглям“.

### Спомагателни глаголи в сложни времена
В италианския сложните времена се образуват с помощта на спомагателни глаголи (или essere „съм“ или avere „имам“). Повечето глаголи ползват avere за спомагателен глагол. Изключение правят възвратните глаголи, глаголи в страдателен залог, и непреходните глаголи за движение или промяна на състоянието при които действието е неволно (напр. „падам“ или „умирам“).
Правенето на разлика между двата спомагателни глагола е важно за правилното образуване на сложни времена, както и за съгласуването на миналото причастие.

### Минало причастие
Минало причастие в италианския се използа и като прилагателно, и като форма за образуване на множество сложни времена.
Минало причастие спрегнато с essere се спряга по правилата за спрягане на прилагателните.
При непреходните essere глаголи, миналото причастие се съгласува с подлога:lui è partito; lei è partita. Това важи и за възвратните глаголи, безличната si конструкция, както и страдателен залог, който също върви с essere.
Минало причастие спрегнато с avere никога не се променя за да се съгласува с подлога. То обаче се съгласува с прякото допълнение в случаите, когато то бива заместено от местоимение (напр Hai mangiato la mela? – Sì, l'ho mangiata  (Изяде ли ябълката?- Да, изядох я)).

### Правилни спрежения

#### Изявително наклонение (modo indicativo)
|                | Сегашно        | Сегашно        | Сегашно        | Минало просто  | Минало просто  | Минало просто  | Минало несвършено | Минало несвършено | Минало несвършено | Бъдеще         | Бъдеще         | Бъдеще     |
| -------------- | -------------- | -------------- | -------------- | -------------- | -------------- | -------------- | ----------------- | ----------------- | ----------------- | -------------- | -------------- | ---------- |
| 1-во спрежение | 2-ро спрежение | 3-то спрежение | 1-во спрежение | 2-ро спрежение | 3-то спрежение | 1-во спрежение | 2-ро спрежение    | 3-то спрежение    | 1-во спрежение    | 2-ро спрежение | 3-то спрежение |            |
| io             | parlo          | leggo          | parto          | parlai         | lessi          | partii         | parlavo           | leggevo           | partivo           | parlerò        | leggerò        | partirò    |
| tu             | parli          | leggi          | parti          | parlasti       | leggesti       | partisti       | parlavi           | leggevi           | partivi           | parlerai       | leggerai       | partirai   |
| egli           | parla          | legge          | parte          | parlò          | lesse          | partì          | parlava           | leggeva           | partiva           | parlerà        | leggerà        | partirà    |
| noi            | parliamo       | leggiamo       | partiamo       | parlammo       | leggemmo       | partimmo       | parlavamo         | leggevamo         | partivamo         | parleremo      | leggeremo      | partiremo  |
| voi            | parlate        | leggete        | partite        | parlaste       | leggeste       | partiste       | parlavate         | leggevate         | partivate         | parlerete      | leggerete      | partirete  |
| essi           | parlano        | leggono        | partono        | parlarono      | lessero        | partirono      | parlavano         | leggevano         | partivano         | parleranno     | leggeranno     | partiranno |

Инфинитивът на глаголите от първо спрежение окончава на -are, на глаголите от второ спрежение на -ere, а на тези от трето на -ire.
Някои глаголи от трето спрежение като capire добавят -isc- между основата и окончанието в сегашно време, напр. capisco, capisci, capisce и т.н. Невъзможно е да се прецени по инфинитива при кои глаголи се наблюдава това явление, но има тенденция това да са по-кратките глаголи. Някои граматични системи разглеждат „isco“ глаголите като отделно 4-то спрежение. Има и някои определени глаголи окончаващи на -rre, а именно trarre, porre, (con)durre и произтичащи от тях форми с различни представки (като attrarre, comporre, dedurre и др.). Те произлизат от по-ранните форми trahere, ponere, ducere и се спрягат като тях.

#### Подчинително наклонение (modo congiuntivo)
|           | Сегашно   | Сегашно   | Сегашно   | Минало просто   | Минало просто | Минало просто | Минало несвършено | Минало несвършено | Минало несвършено | Минало свършено  | Минало свършено | Минало свършено |
| --------- | --------- | --------- | --------- | --------------- | ------------- | ------------- | ----------------- | ----------------- | ----------------- | ---------------- | --------------- | --------------- |
| 1-во спр. | 2-ро спр. | 3-то спр. | 1-во спр. | 2-ро спр.       | 3-то спр.     | 1-во спр.     | 2-ро спр.         | 3-то спр.         | 1-во спр.         | 2-ро спр.        | 3-то спр.       |                 |
| che io    | parli     | legga     | parta     | abbia parlato   | abbia letto   | sia partito   | parlassi          | leggessi          | partissi          | avessi parlato   | avessi letto    | fossi partito   |
| che tu    | parli     | legga     | parta     | abbia parlato   | abbia letto   | sia partito   | parlassi          | leggessi          | partissi          | avessi parlato   | avessi letto    | fossi partito   |
| che egli  | parli     | legga     | parta     | abbia parlato   | abbia letto   | sia partito   | parlasse          | leggesse          | partisse          | avesse parlato   | avesse letto    | fosse partito   |
| che noi   | parliamo  | leggiamo  | partiamo  | abbiamo parlato | abbiamo letto | siamo partiti | parlassimo        | leggessimo        | partissimo        | avessimo parlato | avessimo letto  | fossimo partiti |
| che voi   | parliate  | leggiate  | partiate  | abbiate parlato | abbiate letto | siate partiti | parlaste          | leggeste          | partiste          | aveste parlato   | aveste letto    | foste partiti   |
| che essi  | parlino   | leggano   | partano   | abbiano parlato | abbiano letto | siano partiti | parlassero        | leggessero        | partissero        | avessero parlato | avessero letto  | fossero partiti |

- Глаголи от трето спрежение като capire споменати по-горе добавят -isc- в първо, второ и трето лице ед.ч. и трето лице мн.ч. в сегашно време.
- Сложни форми (минало и минало свършено) като се добави миналото причастие (напр. parlato) към съответната форма на спомагателния глагол (като „abbia“) в сегашно и в несвършено време.

#### Условно наклонение (modo condizionale)
|                | Сегашно        | Сегашно        | Сегашно        | Минало            | Минало          | Минало            |
| -------------- | -------------- | -------------- | -------------- | ----------------- | --------------- | ----------------- |
| 1-во спрежение | 2-ро спрежение | 3-то спрежение | 1-во спрежение | 2-ро спрежение    | 3-то спрежение  |                   |
| io             | parlerei       | leggerei       | partirei       | avrei parlato     | avrei letto     | sarei partito     |
| tu             | parleresti     | leggeresti     | partiresti     | avresti parlato   | avresti letto   | saresti partito   |
| egli           | parlerebbe     | leggerebbe     | partirebbe     | avrebbe parlato   | avrebbe letto   | sarebbe partito   |
| noi            | parleremmo     | leggeremmo     | partiremmo     | avremmo parlato   | avremmo letto   | saremmo partiti   |
| voi            | parlereste     | leggereste     | partireste     | avreste parlato   | avreste letto   | sareste partiti   |
| essi           | parlerebbero   | leggerebbero   | partirebbero   | avrebbero parlato | avrebbero letto | sarebbero partiti |

От таблицата се вижда, че глаголите придобиват окончание според класа си, -are преминава в -er-, -ere преминава в -er-, а -ire в -ir-, същите корени, които се ползват в Бъдеще време, изявително наклонение.
Към този корен глаголите добавят окончание според спрежението си.
Някои глаголи не следват този модел, а приемат неправилни окончания. Тези глаголи включват:
Andare (отивам)~ Andr-, Avere (имам)~ Avr-, Bere (пия)~ Berr-,
Dare (давам)~ Dar-, Dovere (трябва)~ Dovr-, Essere (съм)~ Sar-,
Fare (правя)~ Far-, Godere (наслаждавам се)~ Godr-, Potere (мога)~ Potr-,
Rimanere (оставам)~ Rimarr-, Sapere (знам)~ Sapr-, Sedere (седя)~ Sedr-,
Stare (съм/чувствам се)~ Star-, Tenere (държа)~ Terr-, Vedere (виждам)~ Vedr-,
Venire (идвам)~ Verr-, Vivere (живея)~ Vivr-, Volere (искам)~ Vorr- и др.
Италианското условно наклонение е наклонение, което се отнася до действие, което е възможно или вероятно да се случи, но дадено условие не му позволява.
Напр. Io andrei in spiaggia, ma fa troppo freddo.
Аз бих отишъл на плажа, но е толкова студено.
Може да се ползва в две времена, в сегашно, като се спрегне съответното съществително, и в минало, като се ползва спомагателен глагол спрегнат в условно наклонение, с минало причастие на съответното съществително.
Пример:
Io mangerei molto adesso, se non stessi provando ad impressionare queste ragazze.
Бих ял много, ако не се опитвах да впечатля тези момичета.
Io sarei andato in città, se avessi saputo che loro ci stavano andando.
Щях да отида в града, ако знаех, че те ще ходят.
Условно налонение в италианския може да се ползва за да изрази „бих могъл“, чрез спрегнатите форми на глагола potere (мога), или „би трябвало“, чрез спрегнатите форми на глагола dovere (трябва да)
Пример:
Lui potrebbe leggere un libro.
Той би могъл да прочете една книга.
Lei dovrebbe andare a letto.
Тя би трябвало да си легне.

#### Повелително наклонение (modo imperativo)
|        | 1-во спрежение | 2-ро спрежение | 3-то спрежение |
| (tu)   | parla!         | leggi!         | parti!         |
| (Lei)  | parli!         | legga!         | parta!         |
| (noi)  | parliamo!      | leggiamo!      | partiamo!      |
| (voi)  | parlate!       | leggete!       | partite!       |
| (Loro) | parlino!       | leggano!       | partano!       |

Глаголи от рода на capire добавят -isc- във всички форми освен noi и voi.

#### Нелични форми
- Деепричастие: -ando, -endo, -endo
- Причастие: -ato, -uto, -ito

## Неправилни глаголи (i verbi irregolari)
При все, че повечето италиански глаголи са правилни, много от най-често употребяваните глаголи са неправилни. Това са спомагателните глаголи essere и avere, както и модални глаголи potere (мога), dovere (трябва да), stare (стоя, съм), sapere (знам), и volere (искам).
110-те най-употребявани неправилни глагола са спрегнати тук Архив на оригинала от 2006-06-18 в Wayback Machine..

### essere (съм, спомагателен глагол)
|         | Изявително    | Изявително        | Изявително | Изявително | Подчинително      | Подчинително | Условно   |
| ------- | ------------- | ----------------- | ---------- | ---------- | ----------------- | ------------ | --------- |
| Сегашно | Минало просто | Минало несвършено | Бъдеще     | Сегашно    | Минало несвършено |              | Условно   |
| io      | sono          | fui               | ero        | sarò       | sia               | fossi        | sarei     |
| tu      | sei           | fosti             | eri        | sarai      | sia               | fossi        | saresti   |
| lui     | è             | fu                | era        | sarà       | sia               | fosse        | sarebbe   |
| noi     | siamo         | fummo             | eravamo    | saremo     | siamo             | fossimo      | saremmo   |
| voi     | siete         | foste             | eravate    | sarete     | siate             | foste        | sareste   |
| loro    | sono          | furono            | erano      | saranno    | siano             | fossero      | sarebbero |

### avere (имам, спомагателен глагол)
|         | Изявително    | Изявително        | Изявително | Изявително | Подчинително      | Подчинително | Условно   |
| ------- | ------------- | ----------------- | ---------- | ---------- | ----------------- | ------------ | --------- |
| Сегашно | Минало просто | Минало несвършено | Бъдеще     | Сегашно    | Минало несвършено |              | Условно   |
| io      | ho            | ebbi              | avevo      | avrò       | abbia             | avessi       | avrei     |
| tu      | hai           | avesti            | avevi      | avrai      | abbia             | avessi       | avresti   |
| lui     | ha            | ebbe              | aveva      | avrà       | abbia             | avesse       | avrebbe   |
| noi     | abbiamo       | avemmo            | avevamo    | avremo     | abbiamo           | avessimo     | avremmo   |
| voi     | avete         | aveste            | avevate    | avrete     | abbiate           | aveste       | avreste   |
| essi    | hanno         | ebbero            | avevano    | avranno    | abbiano           | avessero     | avrebbero |

### potere (мога, модален глагол)
|         | Изявително    | Изявително        | Изявително | Изявително | Подчинително      | Подчинително | Условно    |
| ------- | ------------- | ----------------- | ---------- | ---------- | ----------------- | ------------ | ---------- |
| Сегашно | Минало просто | Минало несвършено | Бъдеще     | Сегашно    | Минало несвършено |              | Условно    |
| io      | posso         | potei             | potevo     | potrò      | possa             | potessi      | potrei     |
| tu      | puoi          | potesti           | potevi     | potrai     | possa             | potessi      | potresti   |
| lui     | può           | poté              | poteva     | potrà      | possa             | potesse      | potrebbe   |
| noi     | possiamo      | potemmo           | potevamo   | potremo    | possiamo          | potessimo    | potremmo   |
| voi     | potete        | poteste           | potevate   | potrete    | possate           | poteste      | potreste   |
| loro    | possono       | poterono          | potevano   | potranno   | possano           | potessero    | potrebbero |

### dovere (трябва да, модален глагол)
|         | Изявително    | Изявително           | Изявително | Изявително | Подчинително      | Подчинително | Условно    |
| ------- | ------------- | -------------------- | ---------- | ---------- | ----------------- | ------------ | ---------- |
| Сегашно | Минало просто | Минало несвършено    | Бъдеще     | Сегашно    | Минало несвършено |              | Условно    |
| io      | devo          | dovei o dovetti      | dovevo     | dovrò      | debba             | dovessi      | dovrei     |
| tu      | devi          | dovesti              | dovevi     | dovrai     | debba             | dovessi      | dovresti   |
| lui     | deve          | dovè o dovette       | doveva     | dovrà      | debba             | dovesse      | dovrebbe   |
| noi     | dobbiamo      | dovemmo              | dovevamo   | dovremo    | dobbiamo          | dovessimo    | dovremmo   |
| voi     | dovete        | doveste              | dovevate   | dovrete    | dobbiate          | doveste      | dovreste   |
| loro    | devono        | doverono o dovettero | dovevano   | dovranno   | debbano           | dovessero    | dovrebbero |

## Наречия (gli avverbi)
Повечето от тях се образуват от прилагателно, като към формата на прилагателното име в женски род се прибави окончанието -mente. Например: lento (бавен) → lenta → lentamente (бавно). Прилагателните окончаващи на -re или -le загубват „e“ преди добавянето на -mente: facile „лесен“ става facilmente „лесно“. Има и изключения: altro → altrimenti, leggero → leggermente и др.

## Изречения и словоред
Италианският е със словоред от типа подлог-сказуемо-допълнение, като подлога, сказуемото и допълнението обикновено са в този ред. Ако подлогът е местоимение, той обикновено се изпуска, защото си личи от спрежението на глагола в различните лица. Местоименията се ползват само с цел да се наблегне на подлога.
Въпросите се означават с повишаване на интонацията в края на изречението (в писмен вид – с въпросителен знак). Въпросителните думи (как, кой, какво, и т.н.) просто заместват липсвашия подлог или допълнение. Размяната на местата на подлога и сказуемото за разлика от повечето европейски езици не означава въпрос, а само акцентира на подлога, макар употребата на този похват може да бъде променлива.
Например:
| Davide è arrivato in ufficio.        | (Давиде пристигна в офиса.)            |
| Davide è arrivato in ufficio?        | (Давиде пристигна ли в офиса?)         |
| Perché Davide è arrivato in ufficio? | (Защо Давиде пристигна в офиса?)       |
| Perché Davide è arrivato in ufficio. | (Защото Давиде пристигна в офиса.)     |
| È arrivato Davide in ufficio.        | (Давиде е който пристигна в офиса.)    |
| È arrivato Davide in ufficio?        | (Давиде ли е който пристигна в офиса?) |
| È arrivato in ufficio.               | (Той пристигна в офиса.)               |
| Lui è arrivato in ufficio.           | (Той пристигна в офиса.)               |
| Chi è arrivato in ufficio?           | (Кой пристигна в офиса?)               |

По прицип прилагателното в италианския следва след съществителното, което определя, а наречието следва след глагола. Но, подобно на френския език, прилагателните поставяни пред съществителното обозначават съществен признак на съществителното. Показателните местоимения (напр. questo това, quello онова) стоят преди съществителното, а някои особени прилагателни (напр. bello) могат да бъдат спрегнати като показателни местоимения и също да се поставят преди съществителното.

### Местоименни допълнения
Въпреки че по правило допълнението стои след глагола, това се променя когато допълнението е местоимение.
Местоимения в дателен и винителен падеж стоят преди глагола. Ако има спомагателен глагол, местоименията стоят преди него. Ако има местоимения и в дателен, и във винителен падеж, то това в дателния се поставя първо. Местоименните частици ce/ci и ne, от гледна точка на словореда, се разглеждат като местоимения във винителен падеж. (Забележете че ci, 1-во лице винителен падеж, може лесно да бъде объркано със ci, частица във винителен падеж, които не са едно и също нещо. Виж примерите.)
Примери:
| Davide lascia la sua penna in ufficio. | (Давиде оставя химикалката си в офиса.)                                          |                                         |                             |
| Davide la lascia in ufficio.           | (Давиде я оставя в офиса.)                                                       |                                         |                             |
| Davide ce la lascia.                   | (Давиде ни я оставя. (но и: Давиде я оставя там.))                               |                                         |                             |
| Davide ce ne lascia una.               | (Давиде ни оставя една от тях. (но и [рядко]: Давиде оставя една [от тях] там.)) |                                         |                             |
| Davide potrebbe lasciarcene una.       | -                                                                                | или Davide ce ne potrebbe lasciare una. | (същото като горния пример) |

И накрая, в заповедната форма и инфинитива, местоименното допълнение отново стои след глагола, но този път като наставка:
| Davide lascia la sua penna in ufficio. | (Давиде оставя химикалката си в офиса.)                                                    |
| „Lasciala in ufficio!“                 | („Остави я в офиса!“)                                                                      |
| „Lasciacela!“                          | („Остави ни я!“ или [по-рядко] „Остави я там!“)                                            |
| Davide potrebbe lasciarla in ufficio.  | (Давиде може да я остави в офиса.)                                                         |
| „Non lasciarcela!“                     | („Не ни я оставяй!“ или [по-рядко] „Не я оставяй там!“)                                    |
| Davide dovrebbe lasciarcela.           | („Давиде би трябвало да ни я остави.“ или [по-рядко] „Давиде би трябвало да я остави там“) |

### Съгласуване на времената в подчинени изречения
Италианският е наследил consecutio temporum, граматическо правило от латинския език, което определя съгласуването на времената в подчинените изречения. Правилата на consecutio temporum са много стриктни, но са с тенденция към отпадане от разговорния език. Тези правила свързват подчиненото с главното изречение, изразявайки едновременност, предшественост или следователност на действието.
- за да покаже едновременност на действията когато главното изречение е в просто време (бъдеще, сегашно, или минало просто) подчиненото изречение се поставя в Сегашно време Подчинително наклонение, за да покаже едновременност в сегашно време.
  - Penso che Davide sia buono. Мисля, че Давиде е добър човек.
- когато главното изречение е в минало несвършено или свършено време подчиненото изречение се поставя в Минало несвършено време Подчинително наклонение, за да покаже едновременност в миналото.
  - Pensavo che Davide fosse buono. Мислех, че Давиде е добър човек.
- за да покаже следшественост на действието когато главното изречение е в просто време (бъдеще, сегашно, или минало просто) подчиненото изречение се поставя в Минало време Подчинително наклонение.
  - Penso che Davide sia stato buono. Мисля, че Давиде е бил добър човек.
- за да покаже следшественост на действието когато главното изречение е в минало несвършено или свършено време, подчиненото изречение се поставя в минало предварително време.
  - Pensavo che Davide fosse stato buono. Мислех, че Давиде е бил добър човек.
- за да покаже следшественост, подчиненото изречение използва не Подчинително ами Изявително наклонение, защото подчинителното няма бъдеще време.
  - Penso che Davide sarà buono. Мисля, че Давиде ще бъде добър.
- подчинененото изречение може да ползва минало време в условно наклонение когато главното изречение е в минало просто време, подобно на английския и френския език.
  - Pensavo che Davide sarebbe stato buono. Мислех, че Давиде би бил добър.